# Посо, Диего
Дие́го Рау́ль По́со (исп. Diego Raúl Pozo; 16 февраля 1978, Мендоса) — аргентинский футболист, вратарь, тренер. Выступал в сборной Аргентины.

## Биография
Первым клубом Посо является «Годой-Крус», за который он отыграл 10 лет, затем он по одному сезону провёл в клубах «Уракан», «Тальерес» и «Институто». С 2008 года Посо выступает за «Колон».
В национальной сборной Диего Посо дебютировал 20 мая 2009 года в матче со сборной Панамы, закончившимся победой аргентинцев со счётом 3:1. Сыграв первый матч в национальной сборной в 31 год, Посо является одним из наиболее возрастных дебютантов в истории аргентинской сборной. Всего Посо провёл три матча за сборную, и был включён в заявку на чемпионат мира 2010.
Завершил игровую карьеру в 2014 году. В середине 2019 года возглавил «Химнасию и Эсгриму» из Мендосы в качестве главного тренера.